# Væb
Væb (pronunciado: «Vibe») é um duo musical islandês formado em 2022 e constituido pelos irmãos, cantores e rappers Matthías Davíð e Hálfdán Helgi Matthíasson. Representaram a Islândia no Festival Eurovisão da Canção de 2025 com a música «Róa».

## História
A dupla estreou-se na indústria discográfica com o álbum de estúdio «Væb tékk», lançado em setembro de 2022 e antecipado pelos extratos «Aron Can (Borđar kál)» e «Þetta kallar á drykk». Com o remix de «Ofbođslega frægur» em 2023, uma colaboração com Ingi Bauer, alcançaram os seus primeiros números comerciais, estreando-se no top 20 da Tónlistinn, também a canção Tölur tala entrou na parada de êxitos nacional, tendo acabado na 21.ª posição.
Em fevereiro de 2024, os Væb participaram do Söngvakeppnin, o festival nacional para selecionar o representante islandês para o Festival Eurovisão da Canção, com a música inédita «Bíómynd», onde acabaram por ficar em 4.º lugar. No entanto, Bíómynd foi a canção mais popular entre as que participaram no concurso, tendo sido a primeira e única a entrar no top 10 islandês.
Em 2025, os Væb foram novamente selecionados pela televisão pública islandesa (RÚV) como concorrentes no Söngvakeppnin. No concurso, onde competiram com a canção Róa, conseguiram passar às meias-finais e chegar à final. Róa foi a canção vencedora do evento, depois de ser a favorita do júri e do público; assim, os Væb representaram a Islândia no Festival Eurovisão da Canção 2025, em Basileia, na Suíça. Além disso, Róa marcou a sua melhor posição na Tónlistinn, onde chegaram ao 4º lugar.

## Discografia

### Álbuns
- 2022 – Væb tékk

### EP
- 2024 – Væbauer (com Ingi Bauer)

### Singles
- 2022 – Aron Can (Borđar kál)
- 2022 – Þetta kallar á drykk
- 2022 – Ríðum ríðum (com Háski e Rokkkór Íslands)
- 2022 – Alveg dagsatt (com Villi Neto e Barnakór Lindakirkju)
- 2023 – Ofbođslega frægur (com Ingi Bauer)
- 2023 – Tölur tala (feat. Herra Hnetusmjör)
- 2023 – Sömmer baby (com Disco Curly)
- 2023 – Ég er á leiðinni remix
- 2024 – Bíómynd
- 2024 – Til hamingju
- 2025 – Róa